# David Byron
Pour les articles homonymes, voir Byron, David Garrick (homonymie) et Garrick.
David Byron, de son vrai nom David Garrick, né le 29 janvier 1947 à Epping et mort le 28 février 1985 à Reading dans le Berkshire, est le premier chanteur du groupe de rock anglais Uriah Heep de 1969 à 1976.

## Biographie
Sa première incursion dans la musique professionnelle se fait avec une bande semi-pro, appelé The Stalkers. Là, il rencontre le guitariste Mick Box. Byron et Box s'entendent bien et s'associent pour former le Spice qui comporte également Paul Newton à la basse et Alex à la batterie. Ils obtiennent un contrat d'enregistrement avec United Artists pour les singles What About The Music / In Love".
Il reste le chanteur de Spice de 1967 à 1969. Ils recrutent alors le compositeur Ken Hensley. Ils créent ensemble le groupe Uriah Heep. La carrière du groupe décolle alors, d'abord en Allemagne, en Angleterre et aux États-Unis. En 1971, David apparaît également sur deux albums de John Schroeder.
Il devient le premier chanteur du groupe de rock anglais Uriah Heep entre 1969 et 1976. David Byron y chante sur dix albums.
Pendant ces six ans, David Byron acquiert une réputation avec son chant d'opéra et ses harmonies comme l'un des meilleurs chanteurs de rock dans le monde.
En 1975, Byron sort son premier album solo, Take No Prisoners, avec Mick Box, Ken Hensley et Lee Kerslake.
Il est renvoyé de Uriah Heep à la fin d'une tournée en Espagne en juillet 1976. Ken Hensley déclare à ce moment-là: "David était l'un de ceux qui ne peuvent pas faire face au fait que les choses ont mal tourné et il cherchait le réconfort dans une bouteille". Le directeur d'Uriah Heep, Gerry Bron dit qu'il est viré dans le "meilleur intérêt du groupe", ayant déjà obtenu un chanteur de remplacement. Bron explique que Byron et les autres membres étaient en désaccord depuis un certain temps sur des questions fondamentales de la politique du groupe.
En 1981, Mick Box et Trevor Bolder, de Uriah Heep, invitent Byron à adhérer au nouveau groupe, mais Byron décline la proposition.
Il meurt de complications liées à l'alcool, y compris de maladies hépatiques et d'épilepsie, à son domicile de Reading, le jeudi 28 février 1985. Il a 38 ans et 30 jours. Sa mort est à peine signalée dans la presse musicale.
Sur la tournée Equator, à l'époque de la mort de Byron, Uriah Heep lui dédie The Wizard.

## Discographie

### Solo
- 1975 : Take No Prisoners
- 1978 : Baby Faced Killer

### Uriah Heep

#### Albums studio
- 1970 : Very 'eavy... Very 'umble
- 1971 : Salisbury
- 1971 : Look at Yourself
- 1972 : Demons and Wizards
- 1972 : The Magician's Birthday
- 1973 : Sweet Freedom
- 1974 : Wonderworld
- 1975 : Return to Fantasy
- 1976 : High and Mighty

#### Albums live
- 1973 : Uriah Heep Live
- 1986 : Live at Shepperton '74